# 園田晃将
園田 晃将（そのだ てるまさ、1983年12月18日 - ）は、日本のラグビー選手。2023年現在関西大学ラグビー部コーチを務めている。

## プロフィール
- 福岡県出身。
- ポジションはウィング(WTB)、フルバック(FB)。
- 身長 181cm、体重 84kg
- ニックネームはてる[1]、ソノヤン。
- 九州代表に選ばれたことがある[2]。

## 略歴
2002年、福岡工業高校卒業後、愛知学院大学に入る。
2006年、愛知学院大学卒業後、福岡サニックスブルース（現・宗像サニックスブルース）に加入。
2013年、福岡サニックスブルースを退団し、同年関西大学ラグビー部のヘッドコーチに就任した。